# Pointe de Chaligne
La Pointe de Chaligne (pron. fr. AFI: [pwɛ̃t də ʃaliɲ] - 2.607 m s.l.m.) è una montagna della Catena Grande Rochère-Grand Golliaz nelle Alpi Pennine. Si trova in Valle d'Aosta.

## Caratteristiche
La montagna si trova tra i comuni di Aosta, Gignod e Sarre e costituisce il punto più elevato dei comuni di Aosta e di Gignod.
Sulla vetta sono collocate due grandi croci.
Ogni anno il 16 agosto si svolge una processione che da Gignod sale fino alla vetta.